# Drapeau de saint Patrick
Le drapeau de saint Patrick ou croix de saint Patrick est un drapeau figurant un sautoir (croix en forme de X, ou crux decussata) rouge sur un fond blanc, symbole de l'Irlande ou de saint Patrick, saint patron de l'Irlande.
En héraldique, la croix de saint Patrick se blasonne d’argent au sautoir de gueules. Dans le monde anglophone, la croix en forme de X (appelée croix de saint André en français) est génériquement désignée par le terme héraldique saltire. Les anglophones ne nomment croix de saint André que la croix écossaise, un sautoir blanc sur fond bleu ; cela explique qu'ils aient pu baptiser croix de saint Patrick une croix de saint André rouge sur fond blanc.
La croix a été utilisée sur les apparats de l'ordre de Saint-Patrick, fondé en 1783 comme premier ordre de chevalerie du royaume d'Irlande, puis sur les armes et drapeaux d'un certain nombre d'institutions du royaume. Après l'acte d'Union de 1800, unifiant le royaume d'Irlande et celui de Grande Bretagne, le sautoir a été ajouté sur le drapeau britannique pour former l'actuel Union Flag.
La croix de saint Patrick est dénoncée par les nationalistes irlandais comme étant une invention britannique.

## Origines

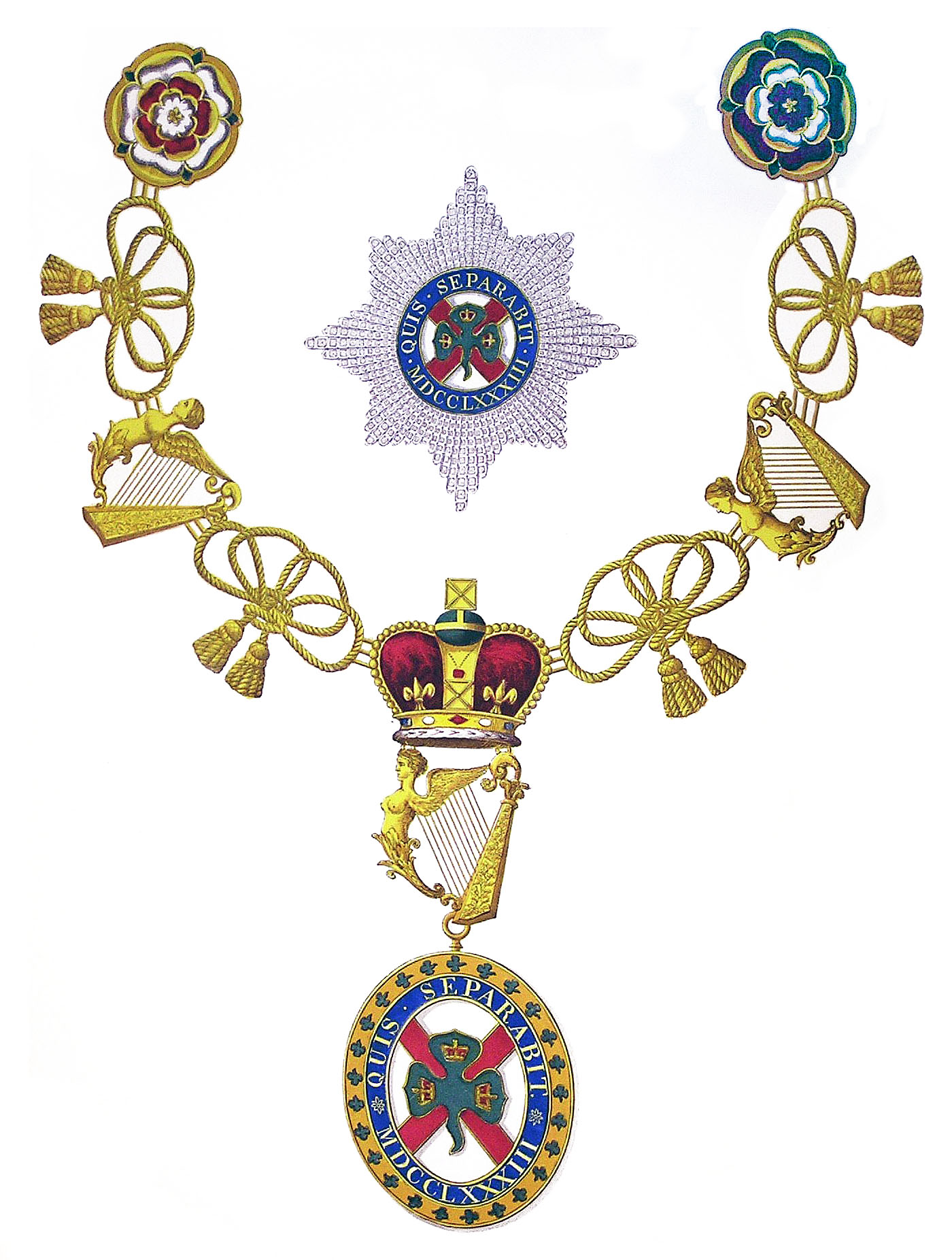
Insigne de chevalier de l'ordre de Saint-Patrick : ovale doré entourant un trèfle vert et la croix de saint Patrick

Le premier usage de la croix de saint Patrick a été sur le badge du très illustre ordre de Saint-Patrick, fondé en 1783, pour commémorer la Constitution de 1782, qui donna une autonomie substantielle à l'Irlande, dans le but d'obtenir un certain soutien politique au Parlement d'Irlande.
L'origine exacte de la croix reste inconnue. Certains observateurs affirment que le sautoir a été emprunté aux armes de la dynastie des FitzGerald (appelée aussi Geraldines, « fils de Gerald »). William FitzGerald, 2e duc de Leinster était un membre éminent de la Chambre des lords irlandaise et l'un des fondateurs de l'ordre de Saint-Patrick. Michael Casey suggère que les fondateurs ont basé l'insigne de l'Ordre sur celui de l'ordre de la Jarretière, et simplement fait subir à la croix de saint Georges une rotation de 45°.
Bien qu'il existe des preuves d'une utilisation préalable du sautoir dans le symbolisme de l'Irlande, elles sont ambiguës et insuffisantes (voir ci-dessous).

### Premiers sautoirs

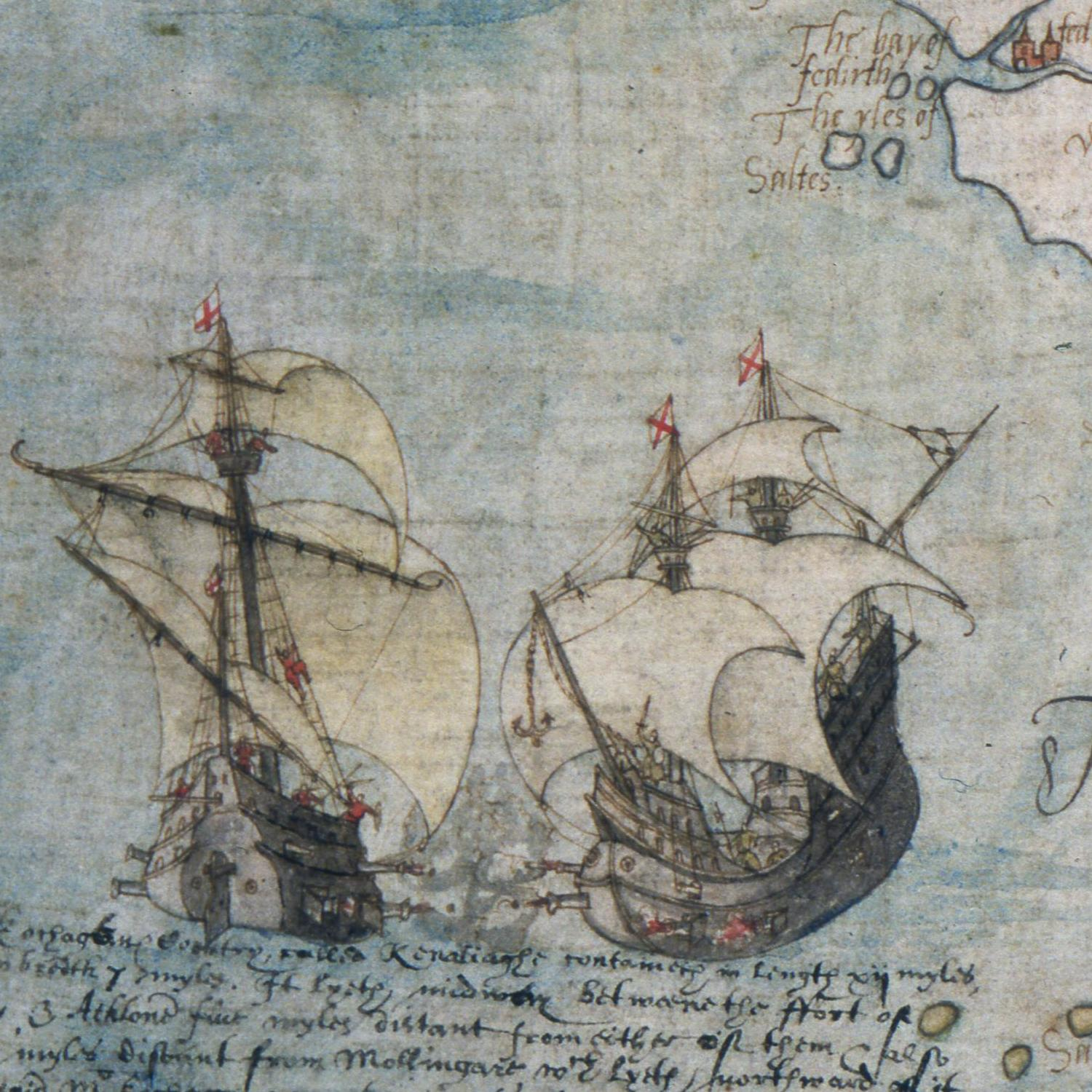
Bataille navale anglo-irlandaise sur une carte anglaise de l'Irlande de 1567. Le navire anglais vole une croix de saint Georges ; le navire irlandais arbore une croix de saint Patrick.

Diverses sources montrent que le sautoir a été utilisé avant 1783 en Irlande.
Autour de 1480, la croix était frappée sur les pièces de monnaie irlandaises (groat et demi-groat). À cette époque, Gerald FitzGerald (8e comte de Kildare) était Lord Deputy d'Irlande, et les insignes frappées étaient considérées comme ses armes,.

D'anciennes cartes anglaises et allemandes de la bataille de Kinsale (1601-1602) présentent les armées alliées irlandaise et espagnole unies sous un même étendard, représentant un sautoir rouge. On estime qu'il représente plutôt le drapeau de guerre de l'Espagne, la croix de Bourgogne, qu'un drapeau irlandais.

Armoiries du Trinity College Dublin

Les armes du Trinity College Dublin, datant de 1612, représentent des drapeaux flottant des tourelles d'un château. L'un d'eux est une croix de saint Georges rouge sur fond blanc (semblable au drapeau de l'Angleterre), et l'autre est une croix de saint André (sautoir) rouge sur fond blanc, symbolisant l'Irlande,,:51–52.

Croix de Bourgogne

Des rapports récents sur les armes de la Confédération irlandaise catholique au cours des guerres des Trois Royaumes admet qu'un canton avait pour emblème un sautoir rouge sur fond d'or.

### Autres symboles de l'Irlande
Les armoiries de l'Irlande représentent une harpe d'or aux cordes d'argent sur un fond bleu (harpe de Brian Boru). Elle représente l'Irlande sur les drapeaux les plus récents : le drapeau du Commonwealth (1649 : Angleterre et Irlande) et le Protectorate Jack (1658 : Angleterre, Irlande et Écosse). Elle est aussi présente sur le Royal Standard (drapeau du Souverain du Royaume-Uni) depuis le règne de Jacques Ier.
La croix celtique et la croix de sainte Brigitte sont aussi utilisés pour symboliser l'Irlande.

## Utilisation du drapeau
Le drapeau de saint Patrick est le drapeau du collège Saint-Patrick (séminaire) à Maynooth, et élevé pour la remise des diplômes et lors d'occasions spéciales. Son utilisation n'a pas été affectée par la séparation d'avec la National University of Ireland, Maynooth en 1997.
La question des drapeaux en Irlande du Nord est controversée, leurs symbolismes respectifs reflétant les différentes politiques sous-jacentes. La croix de saint Patrick est parfois utilisée comme un symbole inter-communautaire neutre, à l'inverse de l'Union Flag et de l'Ulster Banner (pro-unionistes) ou le tricolore irlandais (nationalistes irlandais).
Le drapeau de saint Patrick est parfois sorti lors des parades de la fête de la Saint-Patrick en Irlande du Nord. Il est suspendu à la façade de la mairie de Downpatrick avant la parade, près de la cathédrale de la ville, où est enterré saint Patrick. En Grande-Bretagne, le drapeau de saint Patrick a été utilisé à la place du tricolore irlandais lors de la parade de la fête de la Saint-Patrick en 2009 à Croydon, entraînant des plaintes de certains conseillers municipaux. Il est habituellement utilisé à Bradford le jour de la parade.
L'utilisation du drapeau de saint Patrick a été approuvé par le Mouvement réformateur, un groupe de pression « post-nationaliste » irlandais. Il a également incorporé la croix à son logo.
Les équipes hommes et femmes de Boulingrin de toute l'île d'Irlande concourent sous le drapeau de saint Patrick lors des compétitions internationales,.

## Autres drapeaux
D'autres drapeaux figurent également un sautoir rouge sur fond blanc, dont le drapeau de l'Alabama (officiellement : « une croix de saint André cramoisie sur un fond blanc »), ainsi que le drapeau de la Floride et le drapeau de Valdivia, tous deux dérivés de la croix de Bourgogne espagnole. Le drapeau de Jersey dérive d'un malentendu entre les mots « Ierse » et « Jersey » dans un livre hollandais de 1693 : « Ierse » étant le mot hollandais pour « Irlandais » (Irish en anglais).

Drapeau de l'Alabama
Drapeau de la Floride
Drapeau de Valdivia
Drapeau de Jersey